# Kruszyna (Skarbimierz)
Kruszyna (deutsch Schönau) ist ein Dorf in Niederschlesien. Der Ort liegt in der Gmina Skarbimierz im Powiat Brzeski in der polnischen Woiwodschaft Oppeln.

## Geographie

### Geographische Lage
Das Angerdorf Kruszyna liegt zehn Kilometer östlich des Gemeindesitzes Skarbimierz (Hermsdorf), ca. sieben Kilometer südöstlich der Kreisstadt Brzeg (Brieg) und rund 40 Kilometer nordwestlich der Woiwodschaftshauptstadt Oppeln. Der Ort liegt in der Nizina Śląska (Schlesische Tiefebene) innerhalb der Równina Grodkowska (Grottkauer Ebene). Kruszyna liegt am linken Ufer der Oder.
Durch den Ort führt die Woiwodschaftsstraße Droga wojewódzka 460.

### Nachbarorte
Nachbarorte von Kruszyna sind im Nordosten Prędocin (Pramsen), im Osten Zwanowice (Schwanowitz) und im Süden Strzelniki (Jägerndorf).

## Geschichte

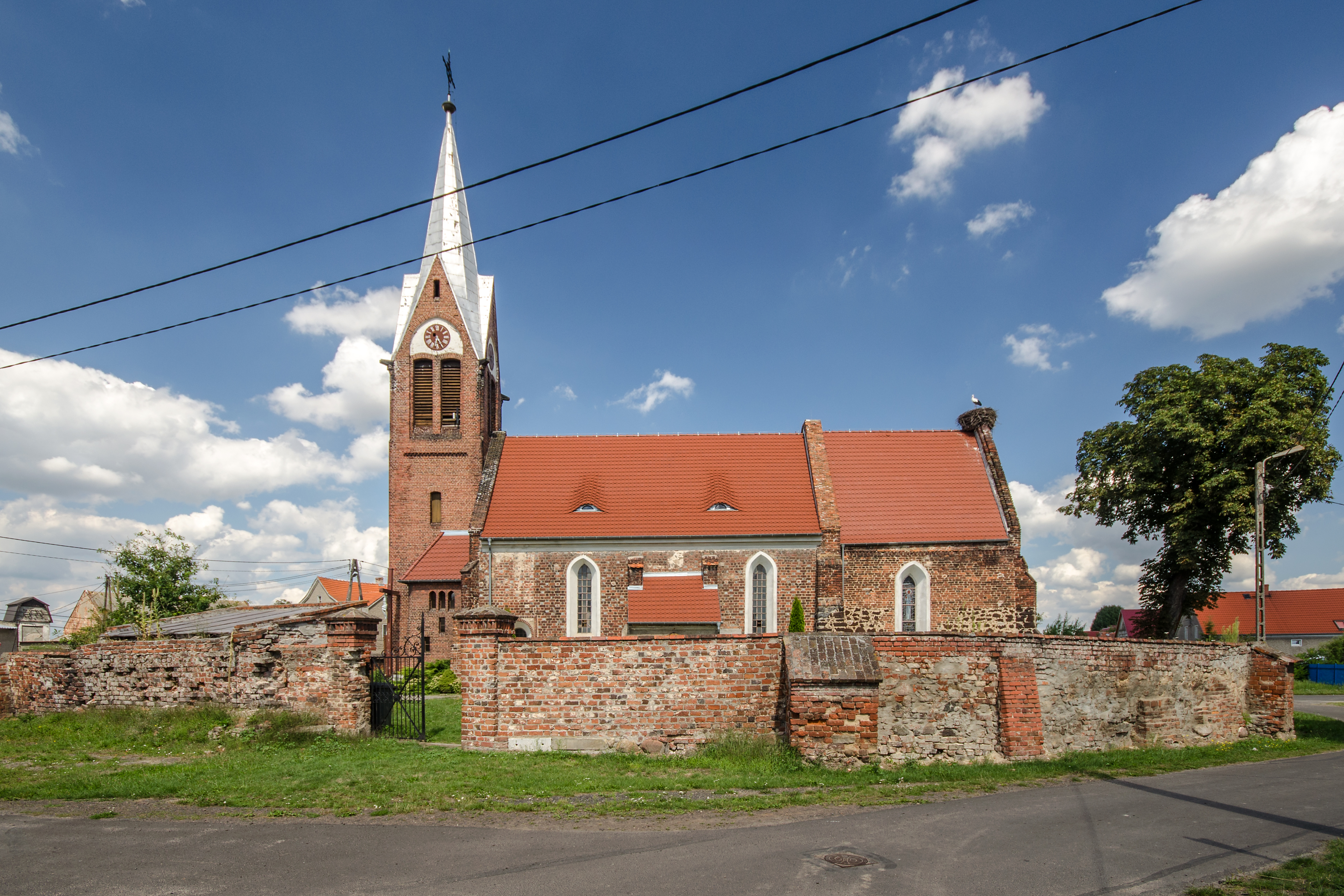
Kirche Unsere Liebe Frau vom Rosenkranz

In dem Werk Liber fundationis episcopatus Vratislaviensis aus den Jahren 1295–1305 wird der Ort erstmals als Sunow erwähnt.
Nach dem Ersten Schlesischen Krieg 1742 fiel Schönau zusammen mit dem größten Teil Schlesiens an Preußen.
Nach der Neugliederung Preußens gehörte die Landgemeinde Schönau ab 1815 zur Provinz Schlesien und war ab 1816 dem Landkreis Brieg eingegliedert, mit dem es bis 1945 verbunden blieb. 1874 wurde der Amtsbezirk Koppeln gegründet, welcher die Landgemeinden Koppen, Pramsen, Schönau und Schwanowitz und die Gutsbezirke Koppen, Pramsen und Schwanowitz umfasste. 1885 zählte der Ort 538 Einwohner.
1933 zählte Schönau 586, 1939 wiederum 600 Einwohner. Bis 1945 befand sich der Ort im Landkreis Brieg.
Als Folge des Zweiten Weltkriegs fiel Schönau wie fast ganz Schlesien 1945 an Polen, wurde in Kruszyna umbenannt und der Woiwodschaft Breslau angegliedert. Die deutsche Bevölkerung wurde, soweit sie nicht vorher geflohen war, weitgehend vertrieben. Die neu angesiedelten Bewohner waren zum Teil Heimatvertriebene aus Ostpolen. 1950 kam der Ort zur Woiwodschaft Oppeln. 1999 kam der Ort zum Powiat Brzeski.

## Sehenswürdigkeiten
- Die römisch-katholische Kirche Unsere Liebe Frau vom Rosenkranz (poln. Kościół Matki Bożej Różańcowej) entstand bereits in der ersten Hälfte des 13. Jahrhunderts im gotischen Stil. Erstmals erwähnt wird die Kirche im Jahr 1325. In den folgenden Jahrhunderten wurde der Bau mehrfach erweitert. 1900 wurde der Glockenturm errichtet. Umgeben ist der Kirchenbau von einer steinernen Mauer aus dem 16. Jahrhundert.[5] Die Kirche steht seit 1964 unter Denkmalschutz.[6]